# Proposition principale
En syntaxe traditionnelle, la notion de proposition principale connaît plusieurs interprétations dans les grammaires de diverses langues et chez divers auteurs. Ce qu’il y a de commun dans ces interprétations, c’est que la proposition principale ne dépend d’aucune autre proposition.

## Dans des grammaires françaises
Dans plusieurs grammaires du français, une proposition principale est en général considérée celle qui, dans une phrase complexe, subordonne au moins une autre proposition,,, et qui n’est, elle-même, subordonnée à aucune autre proposition, par exemple, en caractères gras, Antoine est très heureux que sa femme attende un enfant. Ce genre de proposition est en général indépendante du point de vue sémantique et fonctionnel, mais dans cette conception, la notion de proposition indépendante est utilisée en tant qu’équivalente de celle de phrase simple.
La grammaire Grevisse et Goosse 2007 a une autre conception. Elle juge inutiles les notions « proposition principale » et « proposition subordonnée », avec l’argument que le sujet n’est pas subordonnée au prédicat, par conséquent une entité comme Qui dort dîne est une phrase dans laquelle il y a une proposition comme sujet, mais il n’y a pas une proposition principale et une proposition subordonnée. En revanche, dîne est le verbe principal, prédicat de la phrase, dort étant le prédicat de la proposition. Cette grammaire prend en compte les mots (verbes, mots de nature nominale, etc.) en tant qu’entités qui peuvent subordonner une entité appelée simplement « proposition ». Elle n’utilise pas non plus la notion « proposition indépendante » mais seulement celle de phrase simple. En ce qui concerne la phrase qui ne comporte que ce qu’on appelle traditionnellement des propositions coordonnées, elle ne la considère pas comme une vraie phrase complexe mais comme une réunion de phrases simples qui y deviennent des sous-phrases, ex. Venez me voir, et nous causerons.

## Dans d’autres grammaires
Dans la grammaire traditionnelle de l’anglais, la notion de proposition principale [(en) main clause] correspond essentiellement à celle des grammaires françaises mais ce terme est considérée comme synonyme de « proposition indépendante » (independent clause) avec l’argument qu’elle ne fonctionne pas comme un terme à fonction syntaxique dans une phrase simple, et peut constituer une phrase simple.
Dans les grammaires roumaines, l’équivalent des termes « phrase simple » et proposition est propoziție, et celui de la « phrase complexe » – frază. Sur ce qu’on appelle propoziție principală « proposition principale » il y a plusieurs conceptions. Dans l’une d’elles, une proposition principale est une proposition qui ne dépend pas d’une autre proposition. Du point de vue de ses relations avec d’autres propositions, il y en a de trois types :
- proposition principale indépendante, qui a une autonomie totale, n’établissant pas de relation avec d’autres propositions et correspondant donc à la proposition indépendante des grammaires françaises ;
- proposition principale coordonnée avec au moins une autre proposition principale dans une phrase complexe, correspondant à la proposition coordonnée ou à la sous-phrase coordonnée des grammaires françaises ;
- proposition principale régissante, qui subordonne au moins une autre proposition dans une phrase, étant donc équivalente à la proposition principale des grammaires françaises.

Dans une autre conception on retire la proposition indépendante de la sphère notionnelle de la proposition principale, définissant celle-ci comme une qui fait partie d’une phrase complexe où elle n’est subordonnée à aucune autre proposition. Elle peut soit être seulement coordonnée à au moins une autre, soit seulement en subordonner une autre, étant donc une proposition principale régissante, soit être à la fois coordonnée à au moins une autre et subordonner au moins une autre. À noter aussi que dans cette conception, une proposition peut être régissante et en même temps subordonnée à une autre proposition, mais dans ce cas, elle n’est pas principale.
Dans une autre conception encore, la proposition principale n’est pas une proposition indépendante, elle fait partie d’une phrase complexe dans laquelle elle est aussi régissante, subordonnant donc au moins une autre proposition, et si dans une phrase complexe il n’y a que des propositions coordonnées, celles-ci ne sont ni indépendantes, ni principales, mais associées. Dans cette conception aussi, une proposition régissante peut en même temps être subordonnée sans être alors principale.
Dans des grammaires BCMS on rencontre pour les propositions d’une phrase complexe les termes osnovna klauza « proposition de base », correspondant à « proposition principale » des grammaires françaises, qui peut être nezavisna klauza « proposition indépendante », au sens de non subordonnée, ou zavisna klauza « proposition dépendante », c’est-à-dire subordonnée. Une proposition de base indépendante est appelée d’habitude glavna klauza « proposition principale ».
Dans les grammaires du hongrois il y a un seul terme (mondat) dans plusieurs syntagmes et mots composés pour la phrase simple, la proposition membre d’une phrase complexe, la proposition principale, la proposition suboordonnée, la phrase complexe à deux propositions et la phrase complexe à plus de deux propositions. La première est précisée avec l’épithète egyszerű « simple », la deuxième avec l’élément premier de composition tag- « membre », la troisième avec l’élément premier fő- « principale », la quatrième avec l’élément premier mellék- « secondaire », la cinquième avec l’épithète összetett « complexe » et la sixième avec többszörösen összetett « multicomplexe ». Egyszerű mondat équivaut aussi à « proposition indépendante » ; dans összetett mondat à coordination seule il y a deux főmondatok (littéralement « propositions principales ») ; dans összetett mondat à subordination il y une főmondat ; dans la többszörösen összetett mondat il peut y avoir une ou plusieurs főmondatok coordonnées entre elles qui ne sont pas subordonnées, et des főmondatok qui sont subordonnées et subordonnent à leur tour des propositions appelées mellékmondatok « propositions secondaires ». Ces dernières főmondatok sont donc en même temps des mellékmondatok,.